# Michal Kempný
Michal Kempný, född 8 september 1990 i Hodonín, är en tjeckisk professionell ishockeyspelare som spelar för Brynäs IF i SHL. 
Han har tidigare spelat för Chicago Blackhawks. 

## Klubbar
- SHK Hodonín Moderklubb
- HK 36 Skalica 2005–2008
- HC Kometa Brno 2008–2015
- SK Horácká Slavia Třebíč 2010 (lån)
- BK Havlíčkův Brod 2010–2011 (lån)
- HC Slavia Prag 2012–2013 (lån)
- Avangard Omsk 2015–2016
- Chicago Blackhawks 2016–2018
- Washington Capitals 2018–